# Шумяцкий, Борис Борисович
Борис Борисович Шумяцкий (род. 1965, Москва) — немецкоязычный писатель, журналист и сценарист.

## Биография
Прадед Бориса Шумяцкого, Борис Захарович Шумяцкий, был в 1930-е годы руководителем советской кинематографии. Шумяцкий изучал историю искусства в Москве и Ленинграде, политологию в Берлине. С начала 1990-х годов живет в Германии как внештатный автор и публицист немецкоязычных газет, позже также радио и телевидения.
В своей первой книге «Новый год у Сталина» (1999) проследил историю своей семьи в годы революции, сталинского террора, войны и десталинизации. В автобиографической радиопостановке «Встреча класса с Маркленой» (2001) рассказывал о своих школьных годах в Москве в 1980-х.
Книга очерков «Новый верноподданный. Популизм, постмодернизм, Путин» была опубликована в 2016 году. В ней речь идёт о таких феноменах, как «понимающе Путина» в ходе российской аннексии Крыма и ксенофобские «обеспокоенные граждане» во время кризиса беженцев с 2015 года.
Его роман «Дерзкие» (2016) рассказывает о четырех молодых немцах и россиянах, которые поделили свою жизнь между Москвой на закате социализма и Берлином в момент перелома. Действие начинается в день августовского путча 1991 года в Москве.
Борис Шумяцкий живет в Мюнхене и Берлине.

## Политическая активность
После окончания первой чеченской войны в 1996 году Шумяцкий работал с организацией для оказания гуманитарной помощи Cap Anamur / Немецкие врачи в Чечне и Ингушетии. До 2005 года был участником консультативной группы «Восточная и Центральная Европа» парламентской франции Союз 90 / Зелёные, а в настоящее время является членом ПЕН-центра немецкоязычных авторов за рубежом и группы «Писатели в тюрьмах».

## Критические отклики
Газета "Süddeutsche Zeitung" назвала «Новый год у Сталина» «трогательным документом на стыке официальной и частной интерпретации истории». В FAZ сочли книгу необходимым вкладом в «преодоление русского прошлого».
Сборник очерков «Новый верноподданный» был воспринят NZZ как призыв к «открытой демократии», и тогда как газета "Die Welt" критиковала его за «избиение Путина», taz писала, что Шумяцкий «без обиняков говорит о том, что считает важным: левые, особенно они, и многие из тех, кто в потоке Pegida и AFD нашли свое пристанище, не хотят открытого, демократического общества».
Die Zeit подчеркивает удачное сочетание политического и литературного в «Дерзких» и пишет, что «динамичный, дикий роман» Шумяцкого читается как «тонкий комментарий к нашему настоящему».